# Oakwood (Leeds)
Oakwood é um importante subúrbio a nordeste de Leeds, West Yorkshire, Inglaterra, que se encontra entre Gipton e Roundhay Park. Está dentro do código postal LS8 e distrito eleitoral (Ward) de Roundhay.

## Caraterísticas notáveis

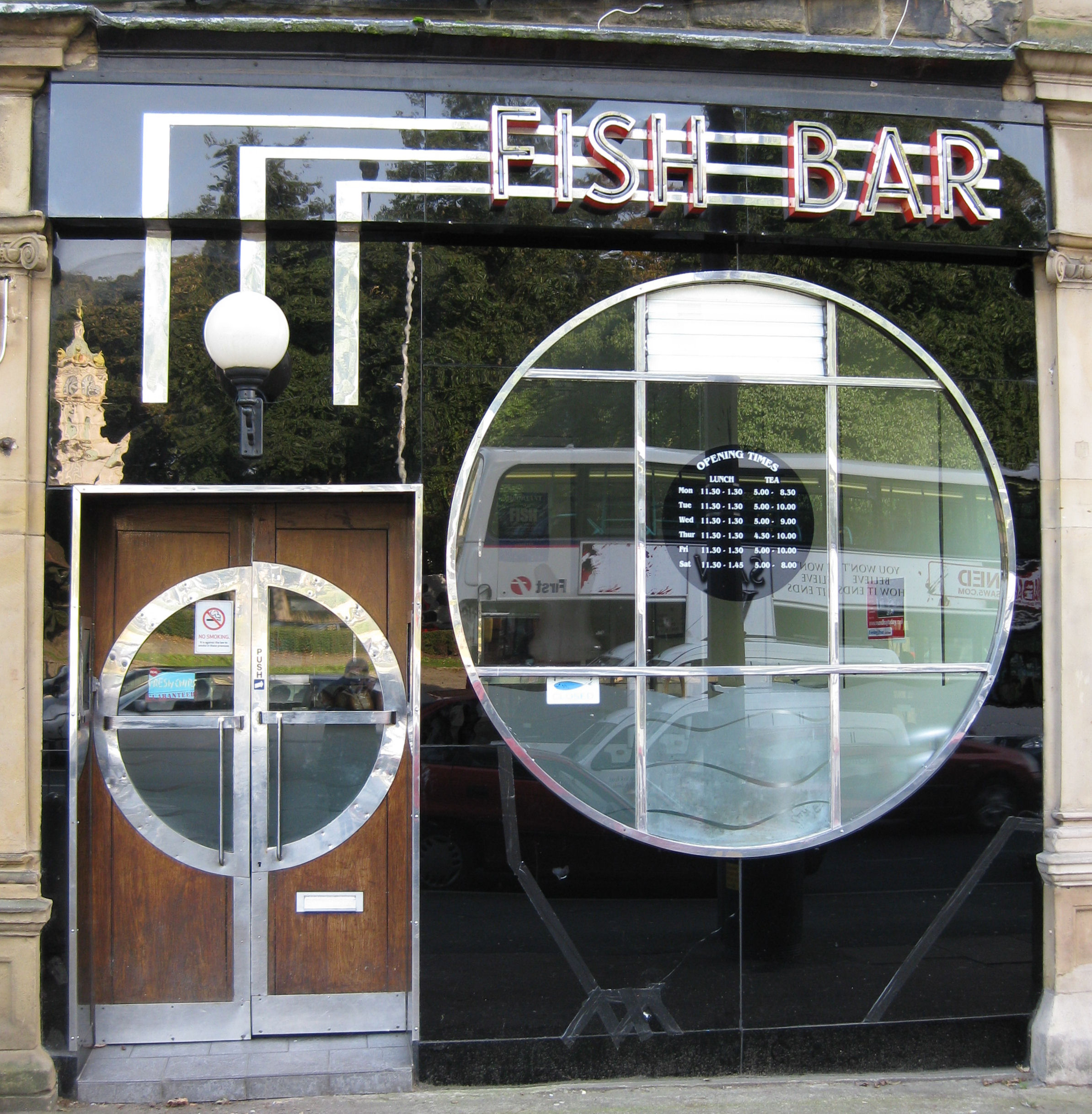
The Oakwood Fish Bar

É a casa do Oakwood Clock, um grande relógio construído em 1904 por Potts and Sons para o desenho de Leeming and Leeming e situado na extremidade inferior de Roundhay Park; ele foi projetado pela primeira vez como a peça central do Mercado Kirkgate, em Leeds. Depois o projeto foi revisado e considerou-se que este relógio não seria mais adequado para a construção, e a ideia de colocá-lo em Oakwood surgiu. Oito anos depois foi construído pela primeira vez este relógio erguido em madeira de carvalho.. O relógio foi restaurado pela última vez em 1970 e possui agora uma necessidade urgente de reparação. Diversos grupos locais organizaram uma série de eventos para angariar fundos na tentativa de levantar o dinheiro necessário para preservar este importante marco local.

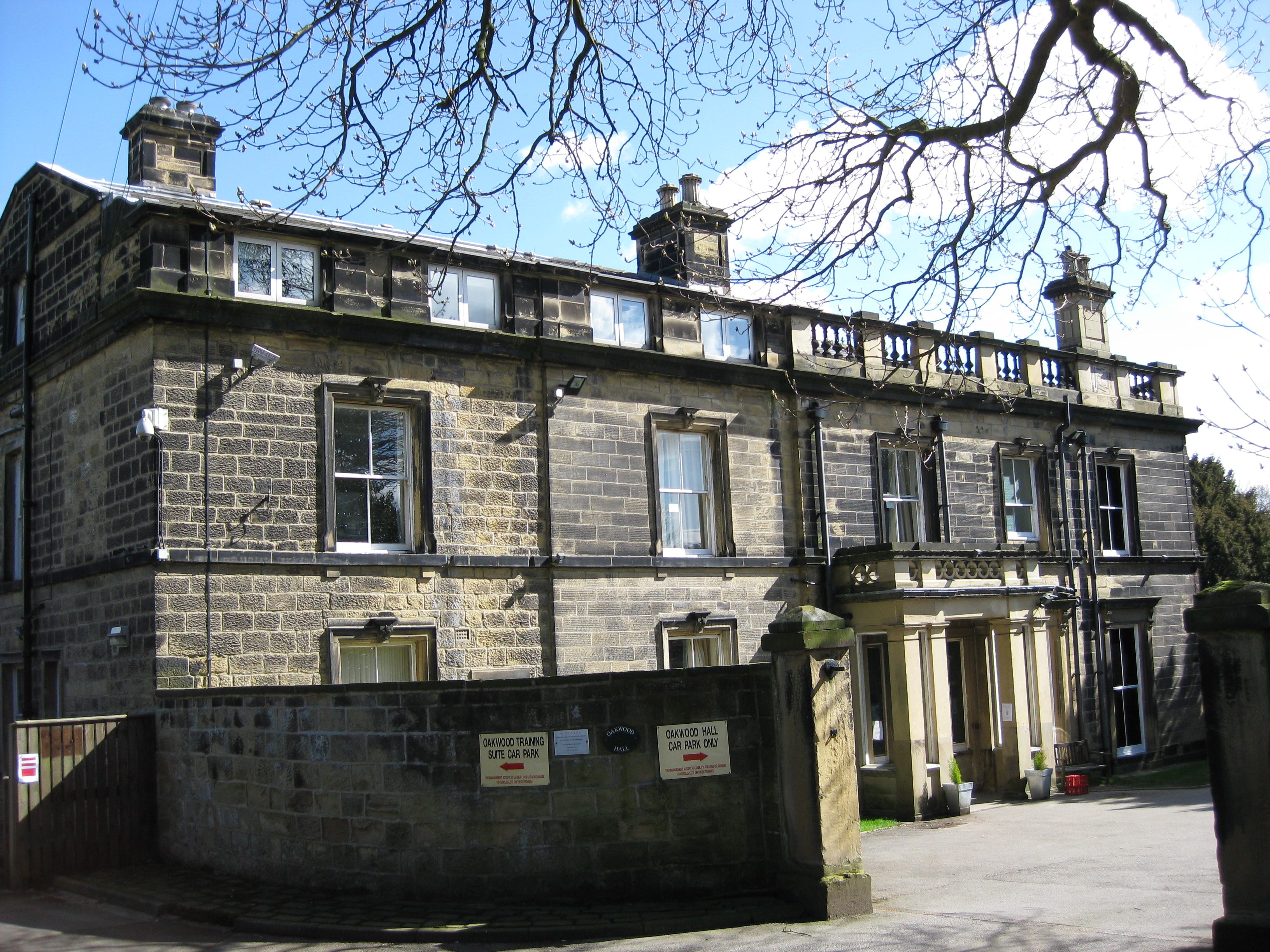
Oakwood Hall

Em frente ao relógio, na Roundhay Road, está o Fish Bar, edifício em estilo Art Deco com fachada em painéis de vidros escuros, protegido pelo patrimônio histórico inglês, destinado a venda de peixes e batatas fritas desde 1934.
Foi nos jardins de Oakwood Grange que Louis Le Prince filmou Roundhay Garden Scene em 1888, considerado o primeiro filme realizado.
Oakwood Grange foi demolido em 1972 para abrir caminho a um conjunto habitacional mas o que teria sido a casa senhorial adjacente, Oakwood Hall, ainda permanece como um lar de idosos.

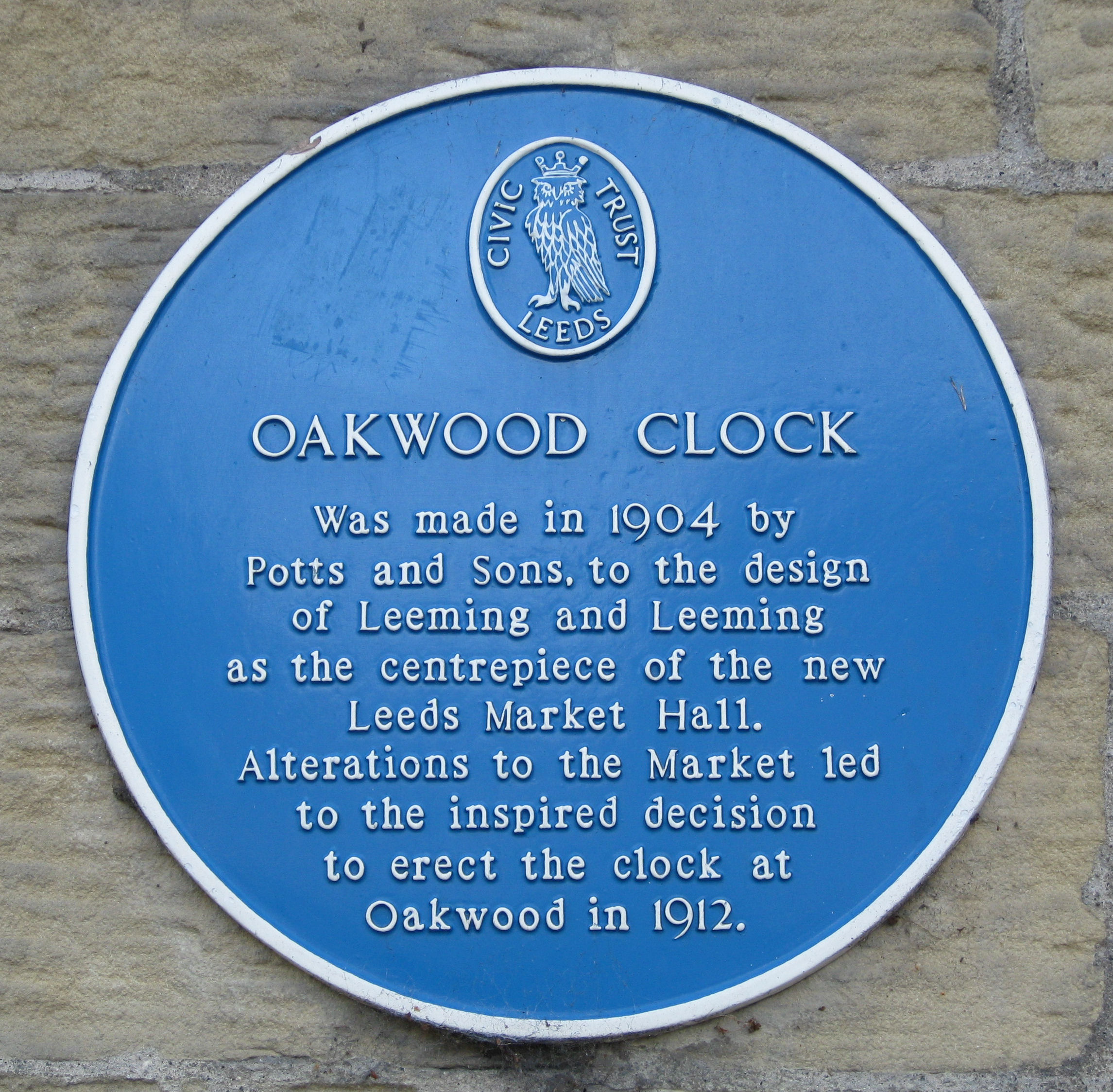
Plaque for the Oakwood Clock

### Oakwood Farmers' Market
Todo terceiro sábado do mês é realizada, desde 15 de Março de 2008, próximo ao Oakwood Clock, uma feira de agricultores locais que tornou-se um traço regular da região. Organizada por moradores locais em conjunto com a Roundhay Environmental Action Project a Oakwood Farmers' Market's tem como objetivo proporcionar produtos locais de qualidade, alguns dos quais são orgânicos. 
Recebeu certificação da FARMA, cooperativa de agricultores, produtores e organizações de mercados agrícolas no Reino Unido, tornando-se o segundo mercado agrícola de Leeds a obter tal condição, e fazendo com que a Oakwood Farmers' Market pudesse exibir o logotipo da FARMA para provar seu status como verdadeiro mercado de agricultores. 
Diversas barracas oferecem uma ampla gama de produtos locais, que incluem: geleias, carnes, ovos, chocolates, pão e uma série de frutas e vegetais cultivados localmente. Feriados são comemorados com músicos locais, artistas e performances.

## Galeria

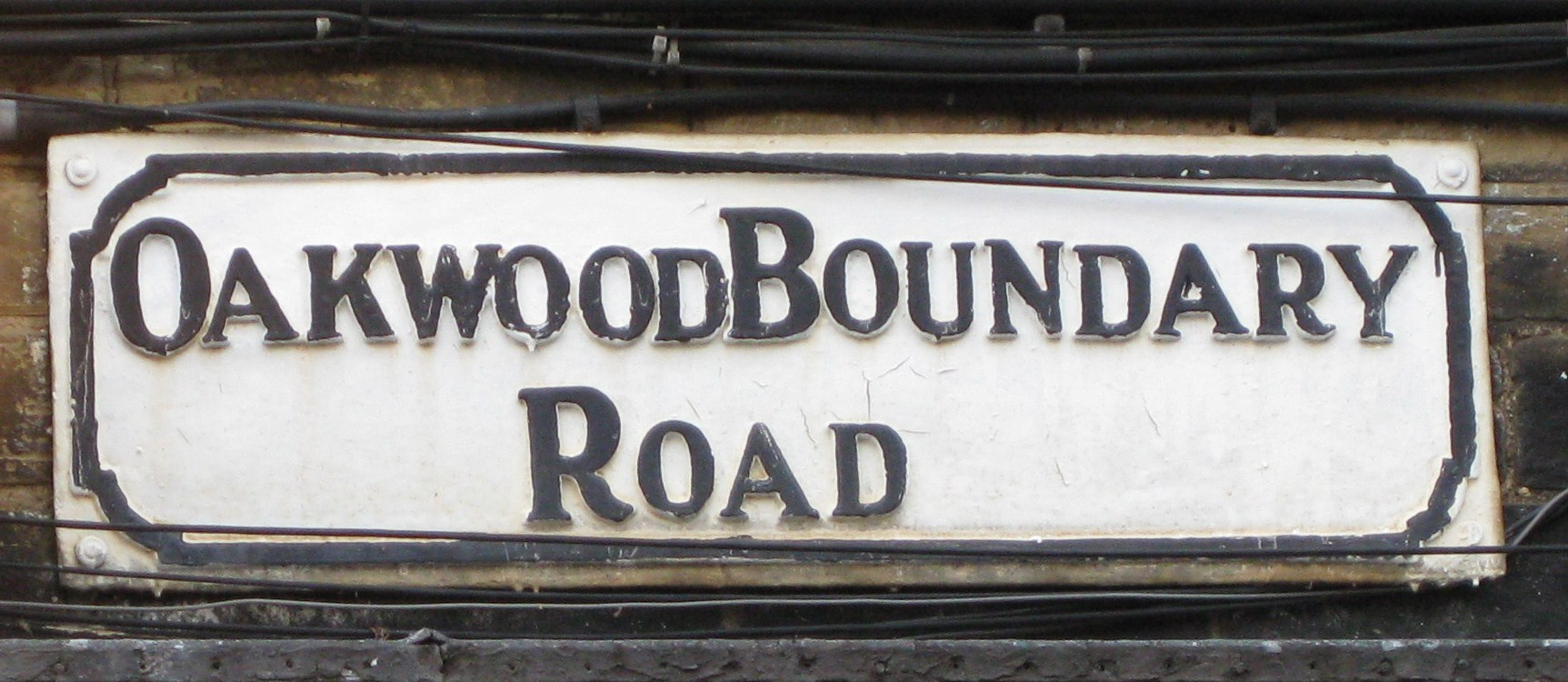
Oakwood Boundary Road no lado nordeste de Gipton Wood
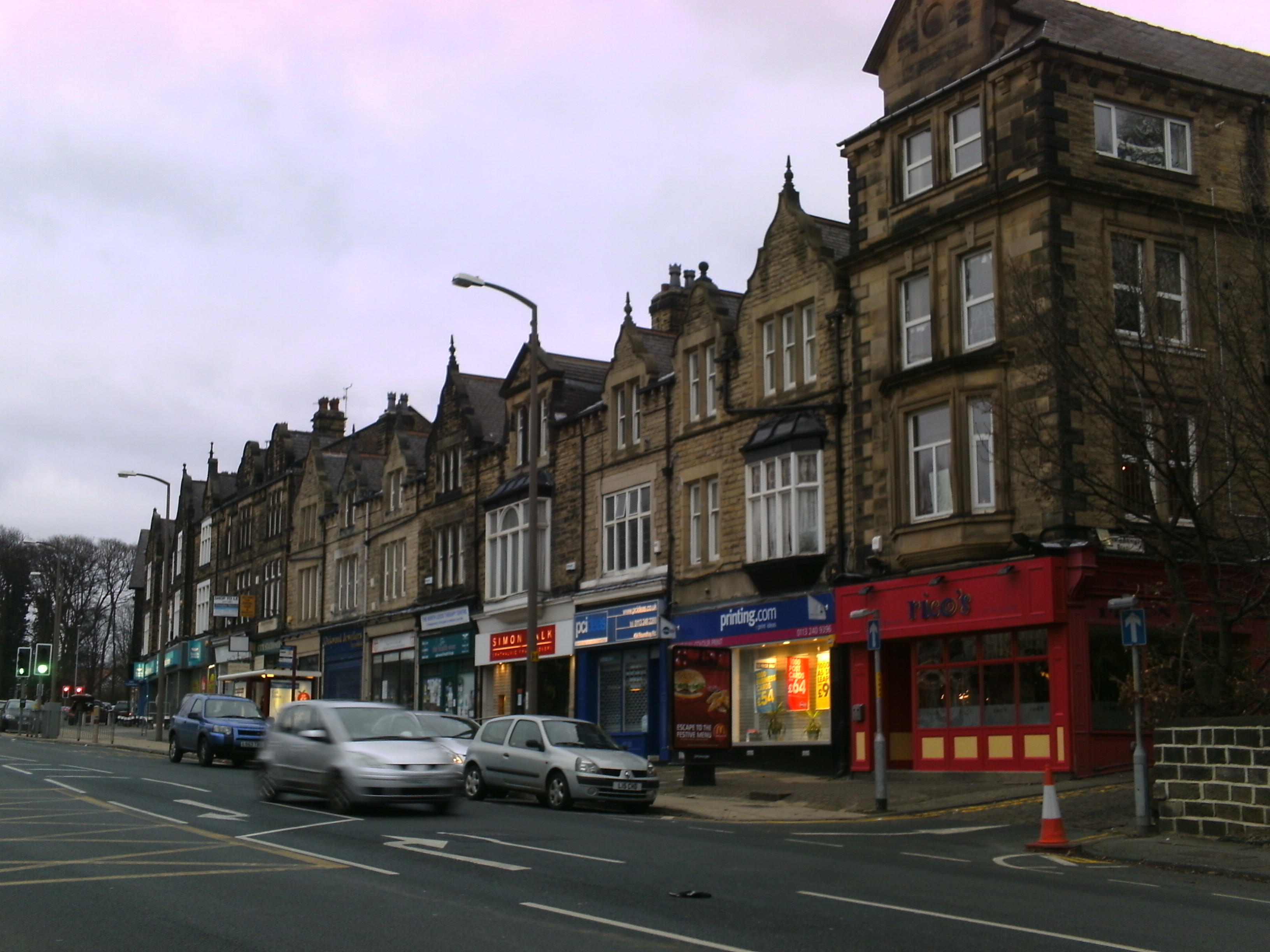
Lojas em Roundhay Road
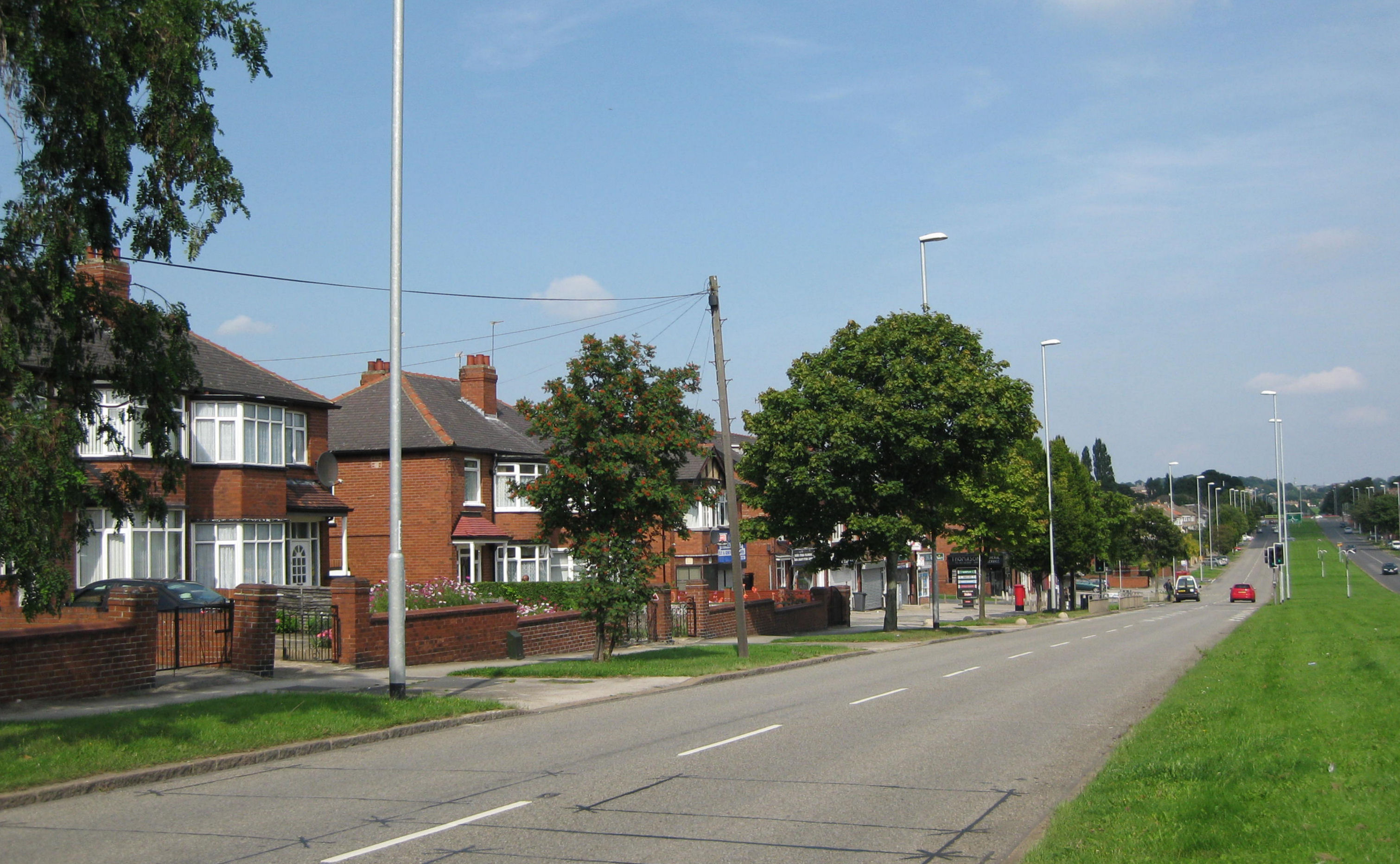
Rodovia A58 Easterly Road, separando Oakwood e Gipton
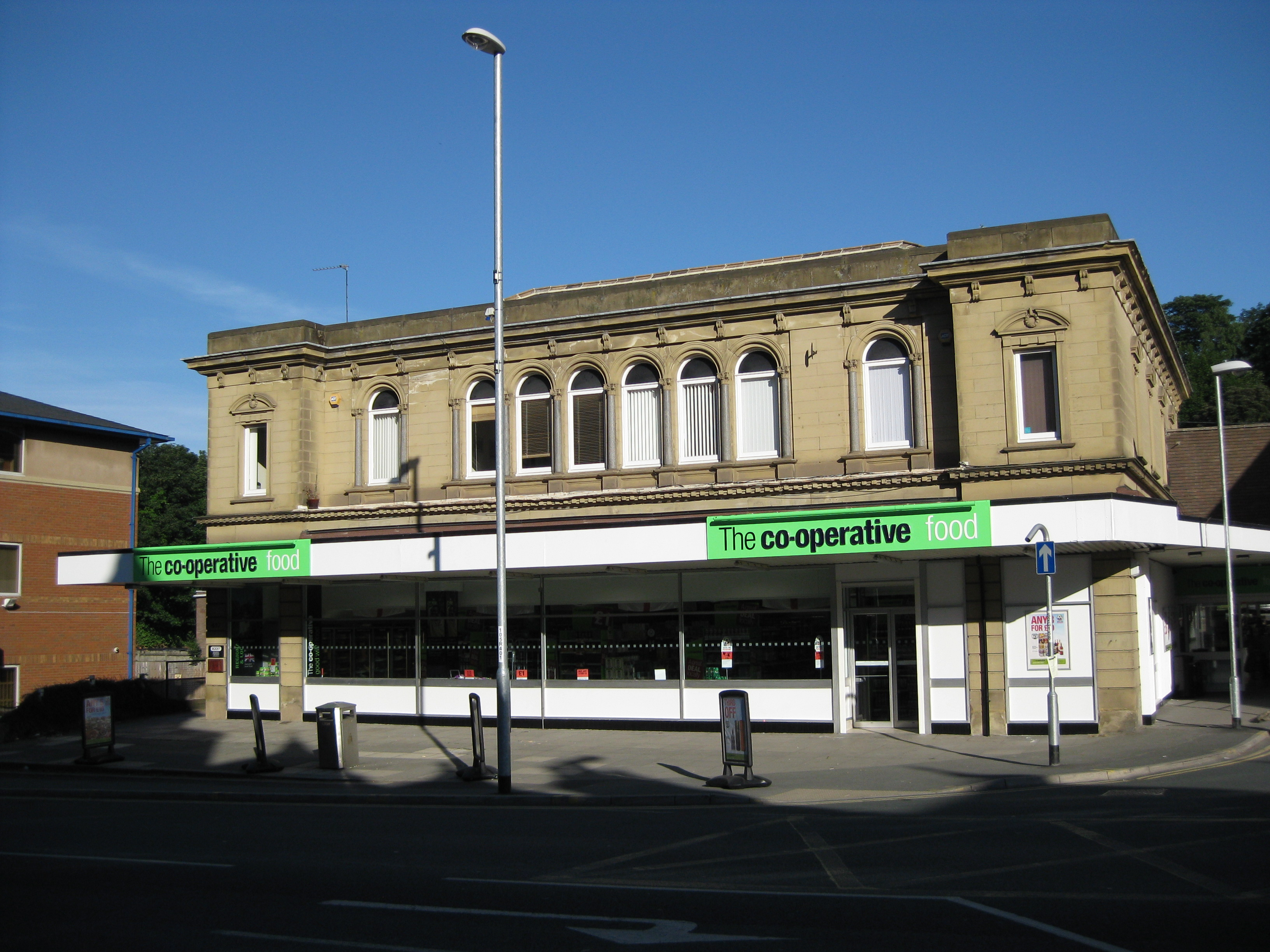
Supermercado Co-Op em Roundhay Road